# Níjar
Níjar è un municipio spagnolo situato nella comunità autonoma dell'Andalusia.

## Geografia fisica
Il municipio di Níjar è uno dei più estesi della Spagna. È situato nella parte orientale della provincia. La popolazione è principalmente ripartita tra i centri principali di Campohermoso, San Isidro e Níjar.
Nei dintorni si trova il Parco naturale Cabo de Gata - Nijar, dentro il cui territorio si trovano le località di San José, Pozo de los Frailes, Los Escullos, Rodalquilar, Las Hortichuelas, Las Negras, Agua Amarga, La Isleta del Moro, Fernán Pérez e la Boca de los Frailes. Il Parco è stato inserito dall'UNESCO nella lista delle riserve della biosfera nel 1997.
Del municipio fa parte anche il piccolissimo centro di Los Albaricoques, situato a circa 15 km a sud e suggestiva location dei più famosi spaghetti-western di Sergio Leone.